# Ivan Nepomuk Ambrozović
Ivan Nepomuk Ambrozović  (Sombor, 1789. – 1869.) je bio hrvatski latinist, somborski senator i hrvatski književnik.
U svom djelu "Žalostica žalostna Ivana Nep. Ambrozovića u zomborskoj kralj. varoši penzioniratoga senatora, bižajućeg od kuće pak do Kalacse kad su Raci--Serbianci u medjuboju madžarskom 1848-49. progonili katholike, po njemu istom ispivana u Zomboru god. 1850." je pisao je o nasilju srpskih postrojbi nad katolicima u južnoj Ugarskoj. To djelo je značajno utoliko što svjedoči da su bački Hrvati mađarsku revoluciju iz 1848. doživljavali kao sukob Srba i južno-ugarskih katolika.
Otac je Ivana Ambrozovića.
Rodom je bunjevački Hrvat.